# Élections sénatoriales de 2023 à La Réunion
Les élections sénatoriales à La Réunion ont lieu le dimanche 24 septembre 2023. Elles ont pour but d'élire les sénateurs représentant le département au Sénat pour un mandat de six années.

## Contexte départemental
Lors des élections sénatoriales de 2017 en La Réunion, quatre sénateurs ont été élus selon un mode de scrutin proportionnel : une UDI, Nassimah Dindar, un DVD, Jean-Louis Lagourgue, un LR, Viviane Malet et un PS, Michel Dennemont.
Depuis, tous les effectifs du collège électoral des grands électeurs ont été renouvelés, avec les élections législatives de 2022, les élections régionales de 2021, les élections départementales de 2021 et les élections municipales de 2020.
Michel Dennemont quitte le PS pour rejoindre le parti et le groupe LREM dès le lendemain de son élection.

## Sénateurs sortants
| Sénateur | Sénateur             | Parti | Fonctions lors de l'élection en 2017                          |
| -------- | -------------------- | ----- | ------------------------------------------------------------- |
|          | Michel Dennemont     | RE    | Conseiller régional, maire des Avirons                        |
|          | Nassimah Dindar      | AC    | Conseillère régionale, présidente du conseil départemental    |
|          | Jean-Louis Lagourgue |       | Conseiller régional, maire de Sainte-Marie                    |
|          | Viviane Malet        | LR    | Conseillère départementale, adjointe au maire de Saint-Pierre |

## Présentation des listes et des candidats
Les nouveaux représentants sont élus pour une législature de 6 ans au suffrage universel indirect par les grands électeurs du département. À La Réunion, les sénateurs sont élus au scrutin proportionnel plurinominal. Leur nombre reste inchangé, quatre sénateurs sont à élire et six candidats doivent être présentés sur la liste pour qu'elle soit validée. Chaque liste de candidats est obligatoirement paritaire et alterne entre les hommes et les femmes.

### Liste Divers centre conduite par Michel Vergoz
| N° | Candidats | Candidats               | Parti | Nuance | Principales fonctions                     |
| -- | --------- | ----------------------- | ----- | ------ | ----------------------------------------- |
| 01 |           | Michel Vergoz           | RE    | RE     | Conseiller régional, maire de Sainte-Rose |
| 02 |           | Colette Anelard-Caderby | RE    | RE     | Conseillère municipale des Avirons        |
| 03 |           | Michel Lagourgue        | RE    | RE     | Conseiller municipal de Saint-Denis       |
| 04 |           | Marie-Hélène Naud       | RE    | RE     | Conseillère municipale de Saint-André     |
|    |           |                         |       |        |                                           |
| 05 |           | Henri Chane Tef         | RE    | RE     | Conseiller municipal de Saint-Benoît      |
| 06 |           | Valérie Auber           | RE    | RE     | Conseillère municipale du Port            |

### Liste Divers gauche conduite par Audrey Belim
| N° | Candidats | Candidats        | Parti  | Nuance | Principales fonctions                 |
| -- | --------- | ---------------- | ------ | ------ | ------------------------------------- |
| 01 |           | Audrey Belim     | PS     | SOC    | Conseillère municipale de Saint-Denis |
| 02 |           | Jean-Louis Vital | Banian | DVG    | Adjoint au maire de Saint-Benoît      |
| 03 |           | Annie Hoarau     | PS     | SOC    | Adjointe au maire de Cilaos           |
| 04 |           | Armand Mouniata  | Ansanm | DVG    | Adjoint au maire du Port              |
|    |           |                  |        |        |                                       |
| 05 |           | Geneviève Payet  | EÉLV   | VEC    |                                       |
| 06 |           | Marcel Pony      | PCR    | COM    | Adjoint au maire de Sainte-Suzanne    |

### Liste Divers gauche conduite par Évelyne Corbière
| N° | Candidats | Candidats          | Parti | Nuance | Principales fonctions            |
| -- | --------- | ------------------ | ----- | ------ | -------------------------------- |
| 01 |           | Évelyne Corbière   | PLR   | DVG    | Conseillère régionale            |
| 02 |           | Laurent Papaya     | UDSA  | DVG    | Adjoint au maire de Saint-André  |
| 03 |           | Dominique Turpin   | PLR   | DVG    | Adjointe au maire de Saint-Denis |
| 04 |           | Harry-Claude Morel | LP    | SOC    |                                  |
|    |           |                    |       |        |                                  |
| 05 |           | Nila Radakichenin  | EELV  | VEC    | Adjointe au maire de Saint-Paul  |
| 06 |           | Fabrice Hoarau     | SE    | DVG    | Conseiller régional              |

### Liste Divers droite conduite par Mario Lechat
| N° | Candidats | Candidats           | Parti | Nuance | Principales fonctions                      |
| -- | --------- | ------------------- | ----- | ------ | ------------------------------------------ |
| 01 |           | Mario Lechat        | SE    | DVD    | Adjoint au maire de Sainte-Marie           |
| 02 |           | Patricia Hoarau     | SE    | DVD    |                                            |
| 03 |           | Lilian Angama       | SE    | DVD    |                                            |
| 04 |           | Kelly Jean-Baptiste | SE    | DVD    |                                            |
|    |           |                     |       |        |                                            |
| 05 |           | Richard Nirlo       | SE    | DVD    | Conseiller régional, maire de Sainte-Marie |
| 06 |           | Marie Marimoutou    | SE    | DVD    |                                            |

### Liste Divers droite conduite par Viviane Malet
| N° | Candidats | Candidats         | Parti | Nuance | Principales fonctions                                      |
| -- | --------- | ----------------- | ----- | ------ | ---------------------------------------------------------- |
| 01 |           | Viviane Malet     | LR    | LR     | Sénatrice sortante, conseillère municipale de Saint-Pierre |
| 02 |           | Stéphane Fouassin | UDI   | UDI    | Conseiller régional, maire de Salazie                      |
| 03 |           | Nassimah Dindar   | AC    | DVC    | Sénatrice sortante, conseillère départementale             |
| 04 |           | Bruno Domen       | MoDem | MoDem  | Conseiller départemental, maire de Saint-Leu               |
|    |           |                   |       |        |                                                            |
| 05 |           | Vanessa Courtois  | SE    | DVD    | Adjointe au maire de Saint-Philippe                        |
| 06 |           | Cyrille Melchior  | LR    | LR     | Président du conseil départemental                         |

### Liste Divers centre conduite par Florence Chane-Tune
| N° | Candidats | Candidats           | Parti | Nuance | Principales fonctions                           |
| -- | --------- | ------------------- | ----- | ------ | ----------------------------------------------- |
| 01 |           | Florence Chane-Tune | C&O   | DVC    |                                                 |
| 02 |           | Jeannot Lebon       | EAPD  | DIV    | Conseiller municipal de Saint-Joseph            |
| 03 |           | Isaline Tronc       | ECA   | DVG    | Adjointe au maire de L'Étang-Salé               |
| 04 |           | Frédéric Azor       | PH    | DVC    | Conseiller municipal de La Plaine-des-Palmistes |
|    |           |                     |       |        |                                                 |
| 05 |           | Sylvie Agathe       | RDR   | DIV    |                                                 |
| 06 |           | Olivier Dugain      | SE    | DIV    | Conseiller municipal de Sainte-Suzanne          |

### Liste Divers droite conduite par Jean-Jacques Morel
| N° | Candidats | Candidats          | Parti | Nuance | Principales fonctions            |
| -- | --------- | ------------------ | ----- | ------ | -------------------------------- |
| 01 |           | Jean-Jacques Morel | SE    | DVD    | Conseiller régional              |
| 02 |           | Marie-Yveline Fain | SE    | DVD    |                                  |
| 03 |           | Johnny Payet       | RN    | RN     | Maire de La Plaine-des-Palmistes |
| 04 |           | Dominique Ferrère  | SE    | DVD    |                                  |
|    |           |                    |       |        |                                  |
| 05 |           | Jack Gauthier      | SE    | DVD    |                                  |
| 06 |           | Ketty Gamaleya     | SE    | DVD    |                                  |

### Liste Divers conduite par Peter Von Theobald
| N° | Candidats | Candidats          | Parti | Nuance | Principales fonctions |
| -- | --------- | ------------------ | ----- | ------ | --------------------- |
| 01 |           | Peter Von Theobald | SE    | DIV    |                       |
| 02 |           | Stéphanie Fontaine | SE    | DIV    |                       |
| 03 |           | Vincent Dijoux     | SE    | DIV    |                       |
| 04 |           | Marjorie Ivoule    | SE    | DIV    |                       |
|    |           |                    |       |        |                       |
| 05 |           | Stéphane Frémont   | SE    | DIV    |                       |
| 06 |           | Gabrielle Fontaine | SE    | DIV    |                       |

## Résultats
| Tête de liste                                 | Tête de liste            | Liste                                             | Voix  | %     | Sièges | +/-           |
| --------------------------------------------- | ------------------------ | ------------------------------------------------- | ----- | ----- | ------ | ------------- |
|                                               | Viviane Malet            | Divers droite (LR - UDI - AC - MoDem)             | 478   | 35,86 | 2      | 1             |
| La Réunion terre de France et d'Europe        |                          |                                                   | 478   | 35,86 | 2      | 1             |
|                                               | Audrey Belim             | Divers gauche (PS - Banian - Ansanm - EÉLV - PCR) | 337   | 25,28 | 1      | en stagnation |
| Défendre l'avenir de La Réunion au Sénat      |                          |                                                   | 337   | 25,28 | 1      | en stagnation |
|                                               | Évelyne Corbière         | Divers gauche (PLR - UDSA - LP)                   | 288   | 21,61 | 1      | 1             |
| La gauche pour les Réunionnais                |                          |                                                   | 288   | 21,61 | 1      | 1             |
|                                               | Jean-Jacques Morel       | Divers droite (RN)                                | 80    | 6,00  | 0      | en stagnation |
| Réunion département français                  |                          |                                                   | 80    | 6,00  | 0      | en stagnation |
|                                               | Michel Vergoz            | Divers centre (RE)                                | 71    | 5,33  | 0      | en stagnation |
| En trait d'union pour la Réunion              |                          |                                                   | 71    | 5,33  | 0      | en stagnation |
|                                               | Florence Chane-Tune      | Divers centre (C&O - EAPD - ECA - PH - RDR)       | 39    | 2,93  | 0      | en stagnation |
| Le meilleur pour La Réunion                   |                          |                                                   | 39    | 2,93  | 0      | en stagnation |
|                                               | Mario Lechat             | Divers droite                                     | 30    | 2,25  | 0      | en stagnation |
| La Réunion terre d'ambition                   |                          |                                                   | 30    | 2,25  | 0      | en stagnation |
|                                               | Peter Von Theobald       | Divers                                            | 10    | 0,75  | 0      | en stagnation |
| Santé environnementale, médicale et sociétale |                          |                                                   | 10    | 0,75  | 0      | en stagnation |
|                                               |                          |                                                   |       |       |        |               |
| Suffrages exprimés                            | Suffrages exprimés       | Suffrages exprimés                                | 1 333 | 97,73 |        |               |
| Votes invalide                                | Votes invalide           | Votes invalide                                    | 19    | 1,39  |        |               |
| Votes blancs                                  | Votes blancs             | Votes blancs                                      | 12    | 0,88  |        |               |
| Total                                         | Total                    | Total                                             | 1 364 | 100   | 4      | en stagnation |
| Abstentions                                   | Abstentions              | Abstentions                                       | 12    | 0,87  |        |               |
| Inscrits / participation                      | Inscrits / participation | Inscrits / participation                          | 1 376 | 99,13 |        |               |